# Johann Waltner
Johann Waltner (* 27. Juni 1900 in Wien; † 20. Juli 1987 in Klosterneuburg) war ein österreichischer Landwirt und Politiker (ÖVP). Waltner war Abgeordneter zum Landtag von Niederösterreich und von 1949 bis 1964 Landesrat in der Niederösterreichischen Landesregierung.

## Leben
Nach der Volksschule arbeitete Waltner als Landwirt und übernahm 1925 den elterlichen Betrieb. Ihm wurde der Berufstitel Ökonomierat verliehen.

## Politik
Waltner wurde 1924 Ortsbauernratsobmann und hatte zwischen 1929 und 1938 sowie von 1945 bis 1960 das Amt des Bürgermeisters von Altenwörth inne. Er war im Bezirksschulrat, im Straßenausschuss sowie im Genossenschaftswesen tätig und war Obmann der
Bezirksbauernkammer.
Nach der Machtübernahme der Nationalsozialisten wurde Waltner 1938 verhaftet und zwischen 1939 und 1940 zum  Militärdienst eingezogen.
Nach dem Zweiten Weltkrieg war Waltner von 1947 bis 1949 Obmann des Verbandes Niederösterreichischer Gemeindevertreter der ÖVP. Zwischen dem 12. Dezember 1945 und dem 20. Jänner 1960 gehörte Waltner dem Landtag von Niederösterreich an, zwischen dem 19. Mai 1949 und dem 19. November 1964 war er zudem Landesrat.

## Auszeichnungen
1950 erhielt er als einer der ersten die Silberne Florianiplakette des Niederösterreichischen Landesfeuerwehrverbandes.